# Oneida (Pensilvânia)
Oneida é uma Região censo-designada localizada no estado norte-americano de Pensilvânia, no Condado de Schuylkill.

## Demografia
Segundo o censo norte-americano de 2000, a sua população era de 219 habitantes.

## Geografia
De acordo com o United States Census Bureau, a região tem uma área de 0,5 km².

## Localidades na vizinhança
O diagrama seguinte representa as localidades num raio de 12km ao redor de Oneida.